# Kissing a Fool
Kissing a Fool ist ein Lied von George Michael, das von ihm geschrieben und produziert wurde. Das Stück wurde 1987 auf dem Album Faith veröffentlicht.

## Hintergrund
Im Gegensatz zu den anderen Songs des Albums im typischen New-Wave-Pop-Stil der 1980er Jahre ist Kissing a Fool eher jazzig. Das Lied wurde mit Klavier, Gitarre, Bass, Schlagzeug und Saxophon eingespielt. Im Song behandelt Michael die Unsicherheit beim Thema Seelenverwandtschaft. 
Die Singleveröffentlichung fand am 8. Oktober 1988 statt. In Kanada wurde das Stück ein Nummer-eins-Hit. Im Musikvideo spielt Michael das Lied mit einigen Studiomusikern in einer Bar.

## Chartplatzierungen
| ChartsChartplatzierungen       | Höchstplatzierung | Wochen |
| ------------------------------ | ----------------- | ------ |
| Deutschland (GfK)              | 44 (6 Wo.)        | 6      |
| Vereinigte Staaten (Billboard) | 5 (15 Wo.)        | 15     |
| Vereinigtes Königreich (OCC)   | 18 (7 Wo.)        | 7      |

| ChartsJahrescharts (1988)      | Platzierung |
| ------------------------------ | ----------- |
| Vereinigte Staaten (Billboard) | 91          |

## Coverversionen
- 1997: Frank Sinatra
- 2003: Michael Bublé
- 2008: Joana Zimmer